# Ted King
Edward Carrington King (31 de enero de 1983), conocido como Ted King, es un ciclista estadounidense. Fue miembro del equipo Cervélo Test Team durante 2009 y 2010 y desde la temporada 2011 hasta 2014 compitió bajo los colores del equipo italiano Cannondale (ex Liquigas-Cannondale). En 2015, su último año como profesional, corrió para el Team Cannondale-Garmin.

## Palmarés
2008
- 1 etapa del Joe Martin Stage Race

2011
- 3.º en el Campeonato de Estados Unidos en Ruta

## Resultados en Grandes Vueltas y Campeonatos del Mundo
| Carrera         | Carrera         | 2006 | 2007 | 2008 | 2009  | 2010  | 2011 | 2012 | 2013  | 2014 | 2015 |
| --------------- | --------------- | ---- | ---- | ---- | ----- | ----- | ---- | ---- | ----- | ---- | ---- |
|                 | Giro de Italia  | —    | —    | —    | 111.º | 114.º | —    | —    | —     | —    | —    |
|                 | Tour de Francia | —    | —    | —    | —     | —     | —    | —    | F. c. | Ab.  | —    |
|                 | Vuelta a España | —    | —    | —    | —     | —     | —    | —    | —     | —    | —    |
| Mundial en Ruta | Mundial en Ruta | —    | —    | —    | —     | 73.º  | —    | —    | —     | —    | —    |

—: no participa
Ab.: abandono
F. c.: fuera de control